# Stelgidillas
Stelgidillas is een geslacht van zangvogels uit de familie buulbuuls (Pycnonotidae). De enige soort:
- Stelgidillas gracilirostris  – Dunsnavelbuulbuul